# Tonelada larga
La denominada tonelada larga (traducción literal del inglés long ton), también llamada en el mundo anglosajón “tonelada imperial” (Imperial ton), es el nombre de una unidad de masa en el sistema británico de unidades (avoirdupois), el cual era mayoritariamente usado en el Reino Unido y en varios otros países de la Mancomunidad Británica de Naciones antes de la gradual metrificación o paulatina introducción del sistema métrico decimal.
Una tonelada larga equivale a 2240 libras (1016,047 kilogramos), lo que implica que es 1,12 veces o un 12 % más pesada que la tonelada corta, la cual es de uso mayoritario en los Estados Unidos. Asimismo, una tonelada larga corresponde a 35 pies cúbicos (0,991 m³) de agua salada con una densidad de 64 lb/pie³ (1,025 g/ml).
La long ton tiene un uso limitado en los Estados Unidos, sobre todo para referirse a la capacidad de carga o al desplazamiento de los barcos, y fue la unidad de tonelaje prescrita para los buques de guerra por el Tratado Naval de Washington de 1922, el cual asimismo estipulaba que los acorazados no podían tener una masa superior a las 35 000 toneladas largas.
La tonelada imperial fue explícitamente excluida del uso comercial en el Reino Unido por la Ley de Pesos y Medida de 1985 (Weights and Measures Act 1985).

## Definición de unidades relacionadas
Una tonelada larga es definida como 2240 libras.

Por su parte, una libra equivale exactamente a 453,5927 gramos.

Por lo tanto, una long ton resulta ser 1 016 046,9088 gramos o unos aproximados 1016,047 kilogramos, estando en consecuencia convenientemente cerca de una tonelada métrica.
La tonelada larga se deriva del tradicional sistema imperial de unidades. La misma equivale a 20 quintales (hundredweight), cada uno de los cuales contiene ocho stones, cada uno de los que a su vez equivale a 14 libras. Por lo tanto, una tonelada larga corresponde a 20 × 8 × 14 lb = 2240 lb.

## Nota y referencias
1. ↑  «Definitions, Tonnages and Equivalents (“Definiciones, tonelajes y equivalentes”)». Military Sealift Fleet Support Command Ships. Archivado desde el original el 16 de mayo de 2013. Consultado el 12 de diciembre de 2012.
2. ↑  Legislation.gov.uk, Weights and Measures Act 1985 (“Acta [Ley de pesos y medidas de 1985”)], consultado el 17 de enero de 2013.
3. ↑  Donald Fenna (editor), A Dictionary of Weights, Measures, and Units (“Un diccionario de pesos medidas y unidades”), Oxford University Press.